# NGC 3511
NGC 3511 је спирална галаксија у сазвежђу Пехар која се налази на NGC листи објеката дубоког неба.
Деклинација објекта је - 23° 5' 11" а ректасцензија 11h 3m 23,7s. Привидна величина (магнитуда) објекта NGC 3511 износи 10,8 а фотографска магнитуда 11,5. Налази се на удаљености од 14,625 милиона парсека од Сунца. NGC 3511 је још познат и под ознакама ESO 502-13, MCG -4-26-20, UGCA 223, IRAS 11009-2248, PGC 33385.